# Pedro José Chaves de la Rosa
Pedro José Chaves de la Rosa (Cádiz, 1740 - Chiclana de la Frontera, 1819) fue un religioso español que llegó a ser obispo de Arequipa en el virreinato del Perú (1786-1805). Fue propulsor de la cultura y reformador de los estudios eclesiásticos, así como bienhechor de las clases desvalidas con la fundación de una casa de huérfanos.

## Primeros años
Hijo de Salvador Josef Chaves de la Rosa y Rosa Violante Galván y Amado. Estudió en su ciudad natal y luego ingresó a la Universidad de Osuna, donde se graduó de doctor en Teología (1761) y bachiller en Cánones (1765). En dicha universidad fue catedrático de Teología Moral y rector en tres períodos.
En 1771 ingresó como medio racionero en el cabildo de la Catedral de Cádiz; en 1774 pasó a ser prebendado. En 1775 el rey lo hizo administrador y capellán mayor de la iglesia del Pópulo. En 1778 fue nombrado canónigo lectoral en Córdoba, cargo que ganó por oposición. En dicha ciudad se le encomendó también la dirección del hospital.

## Obispo de Arequipa
El 18 de diciembre de 1786 fue designado obispo de Arequipa. El 7 de septiembre del año siguiente emprendió el viaje a América; por la ruta del Cabo de Hornos llegó al puerto del Callao el 7 de enero de 1788. Fue consagrado el día 23 en la iglesia de San Pedro de Lima por el arzobispo Juan Domingo González de la Reguera. Luego se dirigió por vía terrestre a su diócesis, que quedaba cientos de kilómetros más al sur, por lo que aprovechó el viaje para iniciar su visita pastoral por los curatos de la costa. Finalmente tomó posesión formal de su sede el 6 de septiembre de 1788.
No culminaba aún el primer año de su episcopado cuando salió a visitar su extensa diócesis, empezando por las provincias de Moquegua y Tacna. De retorno, pasó por la provincia de los Collaguas, adonde no había llegado ningún obispo en 70 años.
Obra notable suya fue la fundación de una casa para niños huérfanos (1788) que puso bajo la dirección de María Rivera y que, en gran parte, sostuvo con su propio peculio. En ella fueron acogidos sucesivamente 1431 niños y niñas.
Tuvo una particular preocupación por el Seminario de San Jerónimo, al cual reformó según las corrientes doctrinarias que a la sazón se imponían en Europa (1791). Le preocupaba mucho la formación intelectual y moral de su clero y con ese propósito, redactó un nuevo plan de estudios, más adaptado a las ideas de la época y en cierto modo innovador. También le donó su biblioteca. Toda esta obra no tardaría en producir sus frutos.
Verificó la división territorial de los curatos de los suburbios, asunto que se decidió por real cédula de 9 de marzo de 1791. En 1794 volvió a visitar la zona sur de su diócesis: Carumas, Torata, Moquegua, Tacna y San Lorenzo de Tarapacá. Construyó un palacio decoroso, que donó a sus sucesores (1797). Allí alojo al recién nombrado virrey del Perú Gabriel de Avilés, en su paso de Buenos Aires a Lima (1801).
Pero tuvo incesantes contratiempos debido a la severidad de su carácter que no le permitía transigir con la ignorancia y los abusos. Tuvo diversos altercados con el cabildo y con los intendentes, con el cabildo eclesiástico, con los curas y con los clérigos, con los religiosos y con las monjas. En particular, su intento de reformar el monasterio de Santa Catalina y reducir a las monjas a observar la vida común le acarreó grandes disgustos, pues no logró su objetivo y quedaron en ese convento sólo la desunión y los resentimientos. En una real orden con motivo de esta cuestión, se ve que las monjas informaron al rey que la intención del obispo era robarlas bajo diferentes pretextos.
También se mostró inflexible en su enfrentamiento a la relajación moral de la población, que se reflejaba en el excesivo número de hijos ilegítimos bautizados en su jurisdicción, así como en el excesivo lujo femenino, el juego de dados y muchas otras prácticas que a su ver no correspondían con el modo de vida cristiano, y contra los cuales pidió la intervención de la autoridad virreinal. 
En 1795 representó al rey su deseo de renunciar, visto su desacuerdo con las autoridades civiles, la oposición del cabildo eclesiástico y la resistencia del monasterio de Santa Catalina a aceptar reformas. En 1804, insistió en su renuncia y marchó a Lima en compañía de su fiel secretario Francisco Xavier de Luna Pizarro. Al fin, la Santa Sede aceptó su renuncia por bula de 9 de agosto de 1805 dada por el papa Pío VI.
En total ejerció durante 16 años el episcopado en Arequipa. Su paso por esta sede fue de gran utilidad y su influencia trascendió hasta la sociedad civil, porque los alumnos que se formaron en el Seminario por el renovado, así abrazaran o no el sacerdocio, vinieron luego a ser sus elementos directores.

## Retorno a España y muerte
Debido a la crisis que atravesaba España, permaneció en Lima hasta 1809, año en que retornó definitivamente a la península, fijando su residencia en Cádiz, su ciudad natal. Durante la guerra contra la invasión francesa fue nombrado por la Regencia como Patriarca de las Indias Occidentales y Vicario de los Ejércitos contra Napoleón (1813). Consta también que saludó a las cortes españolas cuando abolieron el Tribunal de la Inquisición.
Pero con el restablecimiento del absolutismo en 1814, sufrió en carne propia la represión que se desató en toda la península. Se dice que en su calidad de Patriarca fue a recibir al rey Fernando VII en Burgos cuando regresó de Francia, y le tocó bendecir la mesa. El rey no lo convidó a ella, y dejó que estuviese de pie todo el tiempo que tardó en comer; en seguida lo confinó a Chiclana de la Frontera, muy próxima a Cádiz.
Sus últimos años las pasó en medio de la más extrema pobreza, a tal punto que en su última enfermedad tuvo que vender un cáliz que era lo único de algún valor que le quedaba. Falleció en 1819. Dejó sus bienes de Arequipa a la Casa de Huérfanos y su biblioteca al Seminario de San Jerónimo.